# Iranoleon tigridis
Iranoleon tigridis är en insektsart som beskrevs av Hölzel 1972. Iranoleon tigridis ingår i släktet Iranoleon och familjen myrlejonsländor. Inga underarter finns listade i Catalogue of Life.